# 사쿠라히메아즈마분쇼

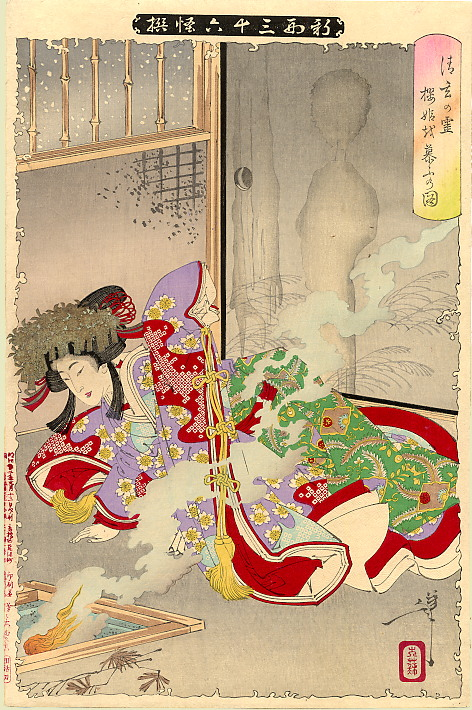
사쿠라 공주를 사랑하는 고승 세겐의 영혼을 표현한 그림
츠키오카 요시토시, 〈신형삼십육괴선〉

사쿠라히메아즈마분쇼(일본어: 桜姫東文章→사쿠라 공주 아즈마 문장)은 4대 츠루야 난보쿠가 지은 가부키의 대표작품 중 하나이다. 1817년 3월 카와라사키자에서 처음 공연되었다. 초연 후 100여년 간 공연되지 않다가 1927년 초대 나카무라 키치에몬이 카와지리 세탄이 각색한 것을 토대로 다시 부활시켰고, 이후로 자주 상영되게 되었다.

## 주요 등장인물
- 세겐 (清玄)
  - 미소년 시라기쿠마루를 사랑했던 승려이다. 그가 죽은 뒤, 그의 환생인 사쿠라 공주에게 집착한다.
- 곤스케 (権助)
  - 요시다 가문에 몰래 잠입해 일가족을 죽이고 가보를 훔친 강도이다. 사쿠라 공주를 강간해 아이를 얻었다.
- 사쿠라 공주 (桜姫)
  - 시라기쿠마루의 환생으로 여겨진다. 후에 창기로 팔려나가 "풍경 공주(風鈴お姫)"로 이름을 알렸다.
- 시라기쿠마루 (白菊丸)
- 아쿠고로 (悪五郎)
- 잔게츠 (残月)
- 나가우라 (長浦)

## 무대의 구성
본 항목의 내용은 1967년 3월 6일부터 27일까지 공연되었던 제 4회 공연의 구성이다.
- 발단 : 에노시마치고가후치노바 (江の島稚児ヶ淵の場, 12분)
- 서막
  - 제 1장 : 신키요미즈노바 (新清水の場, 39분)
  - 제 2장 : 사쿠라다니소안노바 (桜谷草庵の場, 36분)
- 2막
  - 제 1장 : 이나세가와노바 (稲瀬川の場, 8분)
  - 제 2장 : 미메구리노바 (三囲の場, 14분)
- 3막 : 이와부치안지츠노바 (岩淵庵室の場, 57분)
- 4막 : 야마노슈쿠초곤스케스마이노바 (山の宿町権助住居の場, 40분)
- 종막 : 산자마츠리노바 (三社祭の場, 5분)

## 줄거리
이야기는 승려 세겐과 시라기쿠마루라는 남성으로부터 시작된다. 이 둘은 동성애를 나누던 연인이였고, 사랑의 증표로서 상자(코바코)에 서로의 이름을 써, "세겐"이라고 적힌 뚜껑을 시라기쿠마루가, "시라기쿠마루"라고 적힌 통을 세겐이 나눠 가졌다. 이들은 주위의 시선으로인해 자살을 택하지만, 세겐은 겁을 먹어 죽지 못했다. 그는 17년뒤 이름있는 고승이 된다.
그에게 요시다 가문의 사쿠라 공주라는 인물이 찾아오는데, 아빠와 동생이 누군가에 의해 살해당하고 집안의 가보가 도난당했기에, 그 슬픔을 감당할 수 없어 출가를 원한다. 그녀는 왼손이 열리지 않는 장애를 가지고 있었는데, 이를 딱하게 여긴 세겐이 염불을 외자 왼손이 열리며 상자가 나타난다. 상자에는 "세겐"이라 적혀있었는데, 세겐은 공주가 죽은 애인의 환생이라 생각해 깜짝 놀란다. 한편 이루마 아쿠고로는 과거 그녀의 장애때문에 약혼을 파기한 인물이었으나, 장애가 해결되자 츠리가네 곤스케를 통해 재차 혼인을 요구하는 서신을 보낸다.
사쿠라 공주에게 간 곤스케는 이야기를 시작하는데, 도중 팔에 있는 종 모양의 문신을 드러내게된다. 공주는 놀라서 하인들을 물리고 곤스케에게 고백을 하는데, 바로 일년 전 자택에 침입해 그녀를 강간한 사람이 곤스케였다는 것이다. 하지만 그 과정에서 연정을 느꼈고, 동일한 문신을 자신에게도 새겼다. 이 일로 임신한 그녀는 조용히 아이를 낳게된다.
사랑하는 사람을 만난 사쿠라 공주는 출가할 마음이 사라졌고 이내 몸을 곤스케에게 맡긴다. 하지만 이것이 절의 승려에게 들켜 큰 소란으로 번지게된다. 공주가 가지고 있던 상자와 그에 쓰인 글로 인해 세겐이 범인으로 몰리게 되며, 세겐은 그녀가 시라기쿠마루의 환생이라 생각해 어떠한 해명도 하지 않고 함께 추방된다.
추방당한 공주는 아이를 안고서 세겐에게 자신의 불안감을 토로한다. 세겐은 그녀에게 부부가 되자고 하지만, 그녀는 곤스케가 생각나 이를 거절한다. 갑자기 아쿠고로가 등장해 사쿠라 공주를 데려가려 하고, 세겐은 이를 저지하려 하며 그녀를 잡아당기지만, 공주의 소매가 뜯겨나가며 이나세 강에 빠지게된다. 강 하류에서 아기를 몰래 데려간 세겐은, 아기가 있다면 사쿠라 공주와 다시 만날 수 있을 것이라고 생각한다.
아기를 소매에 싸서 안고 세겐은 방황하며, 도중에 그녀와 조우하지만 모종의 이유로 서로를 인지하지 못한 채 엇갈려 지나간다. 세겐은 이내 병에 걸린다. 이후 잔게츠와 나가우라라는 인물의 도움으로 암자에 머물게되는데, 이들은 과거 세겐을 함정에 빠뜨려 추방시켰으며, 본인들도 죄를 지어 절에서 쫓겨난 사람들이다. 어느날 암자에 시녀 오주가 방문하고, 배를 주리며 우는 아이를 보고 안타까운 마음에 아기를 거둬간다. 세겐은 공주를 생각하며 그 상자를 꺼내보는데, 잔게츠와 나가우라는 이것이 돈주머니라고 생각해 세겐을 독살하고 상자를 빼앗는다.
잔게츠는 때마침 방문한 곤스케에게 세겐의 시체를 묻어버리라 한다. 또 칸로쿠라는 보증인에게 데려가져 창기로 팔려버린 사쿠라 공주 또한 이 곳에 찾아온다. 잔게츠와 나가우라는 그녀에게 치근덕대는데, 곤스케는 자신과 부부관계임을 들어 이들을 집에서 내쫓고 칸로쿠가 있는 곳으로 잠시 외출을 한다. 사쿠라 공주 혼자만이 남게 되었을 때, 별안간 천둥번개가 치더니 죽은 줄 알았던 세겐이 살아나 그녀에게 시라기쿠마루에 대해서 설명하며 구애한다. 사쿠라 공주가 거절하자 세겐은 주방에서 식칼을 들고 위협하지만, 사체 유기를 위해 파뒀던 구덩이에 발을 헛디뎌 세겐은 추락하고, 목에 칼이박혀 정말로 죽어버리게 된다.
전 요시다 가문의 가신 아와즈 시치로는 시녀 오주가 데려온 아기가 가문을 다시 일으키는데 걸림돌이 될 것이라 판단해 내다버리라고 명하는데, 곤스케는 자신에게 돈을 준다면 아기를 데려가겠다고 말하며 아기를 떠맡게된다. 그는 이 아기가 자신의 아이인지는 전혀 알지 못했다. 한편, 곤스케는 공주를 창기로 판 돈으로 부자가 되었으며, 사쿠라 공주는 팔의 종 모양의 문신과 독특한 언변으로 "풍경 공주"라는 별명이 붙으며 유명세를 탔다. 그러나 밤마다 세겐의 망령이 등장해 소란이 일고, 가게는 휴업하게 된다.
어느날 곤스케는 가주들의 모임이 있어서 집을 비운다. 이 때 세겐의 유령이 나타나 곤스케가 데리고 있는 아기가 공주의 친자식이라는 말을 한다. 만취해서 돌아온 곤스케는 자신이 과거에 요시다 가문에 침입해 살인을 일으키고 가보를 훔쳐간 자라고 떠벌린다. 모든 것을 알아버린 사쿠라 공주는 복수심에 곤스케를 죽이고, 그의 피가 흐르고있는 아기도 함께 죽여버린다.

## 참고 자료
- 사쿠라히메아즈마분쇼 - 독립행정법인 일본대중문화진흥회
- 사쿠라히메아즈마분쇼 - 독립행정법인 일본대중문화진흥회 데이터베이스
- 〈유재순의 일본리포트〉 지금 일본은.. - 2000년 11월 20일, 스포츠조선 (보존문서)

## 같이 보기
- 가부키
- 츠루야 난보쿠